# Julian Eberhard
Julian Eberhard (Saalfelden am Steinernen Meer, 9 novembre 1986) è un ex biatleta austriaco.

## Biografia
Fratello di Tobias, a sua volta biatleta, Julian Eberhard in Coppa del Mondo ha esordito l'8 dicembre 2006 a Hochfilzen in una sprint (57º), ha ottenuto il primo podio il 15 gennaio 2016 a Ruhpolding in staffetta (3º) e la prima vittoria il 18 marzo successivo nella sprint disputata a Chanty-Mansijsk. Ha esordito ai Campionati mondiali a Nové Město na Moravě 2013, classificandosi 65º nella sprint; due anni dopo, nella rassegna iridata di Kontiolahti 2015, si è piazzato 44º nella sprint e 37º nell'inseguimento.
Ai Mondiali di Oslo 2016 è stato 58º nell'individuale, 36º nella sprint, 26º nell'inseguimento e 4º nella staffetta e a quelli di Hochfilzen 2017 ha vinto la medaglia di bronzo nella staffetta e si è classificato 14º nell'individuale, 7º nella sprint, 8º nell'inseguimento e 9º nella partenza in linea. Ai XXIII Giochi olimpici invernali di Pyeongchang 2018, sua unica presenza olimpica, si è piazzato 4º nella sprint, 15º nell'inseguimento, 17º nell'individuale, 6º nella partenza in linea, 4º nella staffetta e 10º nella staffetta mista; in Coppa del Mondo ha conquistato l'ultima vittoria l'11 marzo 2018 a Kontiolahti ed è salito per l'ultima volta sul podio il 20 gennaio 2019 a Ruhpolding (2º), in entrambi i casi in una partenza in linea.
Ai Mondiali di Östersund 2019 ha vinto la medaglia di bronzo nella partenza in linea ed è stato 41º nell'individuale, 16º nella sprint, 19º nell'inseguimento e 8º nella staffetta, a quelli di Anterselva 2020 si è classificato 26º nella sprint, 14º nell'inseguimento, 9º nella partenza in linea, 6º nella staffetta e non ha completato l'individuale e a quelli di Pokljuka 2021, suo congedo iridato, si è piazzato 33º nella sprint, 66º nell'inseguimento e 10º nella staffetta. Ha preso per l'ultima volta il via in Coppa del Mondo il 2 dicembre 2021 a Östersund in sprint, senza completare quella che sarebbe rimasta l'ultima gara della sua carriera.

## Palmarès

### Mondiali
- 2 medaglie:
  - 2 bronzi (staffetta[2] a Hochfilzen 2017; partenza in linea 15 km[2] a Östersund 2019)

### Coppa del Mondo
- Miglior piazzamento in classifica generale: 6º nel 2017
- 13 podi (7 individuali, 6 a squadre), oltre a quello conquistato in sede iridata e valido anche ai fini della Coppa del Mondo:
  - 4 vittorie (individuali)
  - 5 secondi posti (2 individuali, 3 a squadre)
  - 4 terzi posti (1 individuale, 3 a squadre)

#### Coppa del Mondo - vittorie
| Data           | Località             | Nazione       | Spec. |
| -------------- | -------------------- | ------------- | ----- |
| 18 marzo 2016  | Chanty-Mansijsk      | Russia        | SP    |
| 5 gennaio 2017 | Oberhof              | Germania      | SP    |
| 3 marzo 2017   | Pyeongchang Alpensia | Corea del Sud | SP    |
| 11 marzo 2018  | Kontiolahti          | Finlandia     | MS    |

Legenda:

SP = sprint

MS = partenza in linea

### Campionati austriaci
- 14 medaglie[3]:
  - 4 ori (staffetta nel 2013; staffetta nel 2014; sprint, staffetta nel 2015)
  - 5 argenti (individuale, staffetta nel 2011; inseguimento nel 2014; inseguimento, 20 km skiroll nel 2015)
  - 5 bronzi (partenza in linea, 20 km ski roll nel 2008; partenza in linea nel 2011; 20 km ski roll nel 2013; sprint nel 2014)

### Campionati austriaci juniores
- 9 medaglie[3]:
  - 6 ori (sprint nel 2003; sprint, inseguimento nel 2005; sprint, inseguimento, 15 km ski roll nel 2007)
  - 2 argenti (10 km ski roll, 15 km ski roll nel 2006)
  - 1 bronzo (partenza in linea nel 2007)